# The Deadlier Sex
Pour plus de détails, voir Fiche technique et Distribution.
The Deadlier Sex est un film américain réalisé par Robert Thornby, sorti en 1920.

## Fiche technique
- Titre : The Deadlier Sex
- Réalisation : Robert Thornby
- Scénario : Fred Myton et Bayard Veiller
- Pays d'origine : États-Unis
- Format : Noir et blanc - 1,33:1 - Film muet
- Date de sortie : 1920

## Distribution
- Blanche Sweet : Mary Willard
- Winter Hall : Henry Willard
- Roy Laidlaw : Huntley Green
- Mahlon Hamilton : Harvey Judson
- Russell Simpson : Jim Willis
- Boris Karloff : Jules Borney